# Berwick (Luisiana)
Berwick es un pueblo ubicado en la parroquia de St. Mary en el estado estadounidense de Luisiana. En el Censo de 2010 tenía una población de 4946 habitantes y una densidad poblacional de 314,61 personas por km².

## Geografía
Berwick se encuentra ubicado en las coordenadas 29°42′2″N 91°14′7″O / 29.70056, -91.23528. Según la Oficina del Censo de los Estados Unidos, Berwick tiene una superficie total de 15.72 km², de la cual 15.28 km² corresponden a tierra firme y (2.83%) 0.45 km² es agua.

## Demografía
Según el censo de 2010, había 4946 personas residiendo en Berwick. La densidad de población era de 314,61 hab./km². De los 4946 habitantes, Berwick estaba compuesto por el 83.93% blancos, el 10.98% eran afroamericanos, el 0.93% eran amerindios, el 0.77% eran asiáticos, el 0% eran isleños del Pacífico, el 1.44% eran de otras razas y el 1.96% pertenecían a dos o más razas. Del total de la población el 4.33% eran hispanos o latinos de cualquier raza.